# Koszlaki (gmina)
Koszlaki – dawna gmina wiejska w powiecie zbaraskim województwa tarnopolskiego II Rzeczypospolitej. Siedzibą gminy były Koszlaki.
Gminę utworzono 1 sierpnia 1934 r. w ramach reformy na podstawie ustawy scaleniowej z dotychczasowych gmin wiejskich: Hnielice, Hołotki, Koszlaki, Palczyńce i Toki.
Po II wojnie światowej obszar gminy znalazł się w ZSRR.